# 五月之后
《五月風暴》(法語：Après mai) 是一部2012年由奥利维耶·阿萨亚斯编剧、导演的法国电影。入围第69届威尼斯电影节主竞赛单元，并获得了最佳编剧奖。

## 剧情
讲述一群大学生在参与过1968年春天法国五月风暴运动之后的的生存和精神状况。

## 角色
- 萝拉·克雷顿 - Christine
- 多洛莉丝·卓别林（Dolores Chaplin） - Actrice Londres
- 维多利亚·雷伊（Victoria Ley） - Show-going hippy
- India Menuez - Leslie
- Nathanjohn Carter - 德國士兵
- 尼克·唐納德（Nick Donald） - 德國士兵
- 克雷蒙·梅泰耶（Clement Metayer） - Gilles
- 卡洛兒·康碧絲（Carole Combes） - Laure
- 菲利克斯·阿曼德（Felix Armand） - Alain
- Mathias Renou - Vincent
- Félix de Givry - Christophe